# KK Danilovgrad
Le Košarkaški Klub Danilovgrad est un club monténégrin de basket-ball situé dans la ville de Danilovgrad. Le club appartient à l'élite du championnat monténégrin.

## Entraîneurs
- 2007-2019 :  Darko Zarubica